# بوزيد محيوز
بوزيد محيوز (مواليد 13 يناير 1952) هو لاعب كرة قدم. يلعب مع منتخب الجزائر لكرة القدم. سبق له أن لعب في الألعاب الأولمبية الصيفية مع منتخب بلاده.

## روابط خارجية
- بوزيد محيوز على موقع الاتحاد الدولي (مؤرشف)  (الإنجليزية)
- بوزيد محيوز على موقع قاعدة بيانات كرة القدم.إي يو (الإنجليزية)
- بوزيد محيوز على موقع ناشيونال فوتبول تيمز (الإنجليزية)
- بوزيد محيوز على موقع أوليمبيديا (الإنجليزية)